# Air Australia
Air Australia fue una aerolínea de pasajeros con base en Brisbane, Australia, fue una filial de Strategic Aviation Group Pty Ltd. La aerolínea poseía tanto el AOC francés como australiano y se centraba principalmente en el ACMI (Avión, Tripulación, Mantenimiento y Aseguramiento) o Wet lease de sus aviones a otras compañías de Europa y Asia-Pacífico.

## Historia
Fundada en 1991 como broker de carga aérea y proveedora de logística de vuelos chárter, Strategic Aviation Pty Ltd fue fundada por el Director Ejecutivo, Shaun Aisen. La compañía está especializada en grandes cargas o cargas únicas, fletando vuelos con las aeronaves cargueras Antonov An-124, Ilyushin IL-76 y Boeing 747. En 2002, Michael James entró en la compañía como Director Ejecutivo y accionista del 50%. Con experiencia en Ansett y vuelos chárter, James asesoró a la compañía para la consecución del contrato del transporte de tropas del ejército australiano. Con esta diversificación, el nombre de la compañía fue cambiado por el de Strategic. 
Este contrato fue inicialmente operado por un Airbus A330 alquilado de la aerolínea portuguesa HiFly utilizando tripulantes australianos. Sin embargo tras las quejas debido a la pobre formación de las tripulaciones y al hecho de que las tropas australianas estuviesen siendo transportadas en un avión no australiano, Strategic Aviation decidió operar el avión bajo su propio AOC y creó Strategic Airlines. El anterior director de operaciones de OzJet, David Blake fue nombrado CEO en 2008 para ayudar a la expansión del negocio de la aerolínea.
La aerolínea recibió el AOC francés en agosto de 2009 para iniciar sus vuelos operando el Airbus A320 F-GSTR. Este avión fue posteriormente alquilado a Solomon Airlines y pintado con una librea mixta de Solomon y Strategic. El segundo A320 F-GSTS fue entregado un mes más tarde para ser utilizado por la oficina de la aerolínea en Europea, con base en Gatwick.
El primer avión con registro australiano (VH-), el A330-200 VH-SSA fue entregado en julio de 2009, y el AOC australiano fue entregado en septiembre del mismo año. Este fue complementado por el A320 VH-YQA que fue entregado en diciembre de 2009.
En junio de 2009, Strategic adquirió la aerolínea OzJet junto a su directiva, su AOC y la ruta Perth-Derby. La ruta está actualmente siendo operada por un Fokker 100 alquilado de Alliance Airlines hasta que el primer avión con registro australiano fuese recibido a comienzos de 2010.

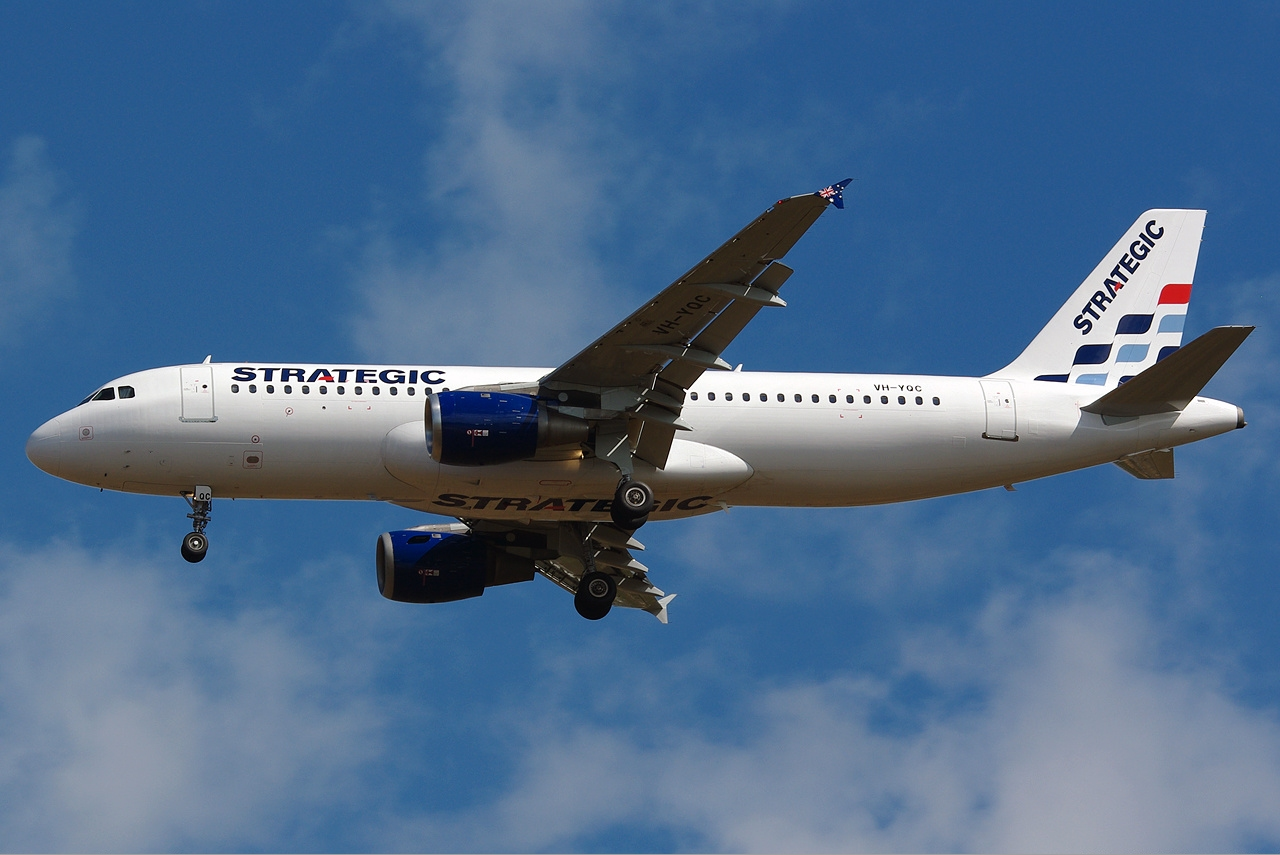
A320 de Strategic

## Vuelos y destinos actuales
El Strategic Aviation group continúa operando vuelos chárter y de transporte de carga bajo la marca Strategic Aviation, que también opera con los aviones de Strategic Airlines cuando lo precisa.
Strategic Airlines actualmente opera de manera regular:
- 3 veces a la semana de Perth a Derby
- 3 veces a la semana de Perth a Bali
- Una vez a la semana de Melbourne a Port Hedland
- 1 vez a la semana desde Brisbane a Port Hedland
- durante agosto de 2010 ha realizado vuelos chárter entre el aeropuerto de Burgos-Villafría y Tenerife.

## Flota
En diciembre de 2010, la flota está compuesta de:
- 6 Airbus A320-200
- 1 Airbus A330-200

| Registro | Avión           | Número de serie | Fecha de entrega   |
| -------- | --------------- | --------------- | ------------------ |
| VH-SSA   | Airbus A330-223 | 324             | Septiembre de 2009 |
| VH-YQA   | Airbus A320-212 | 190             | Octubre de 2009    |
| VH-YQB   | Airbus A320-212 | 279             | Febrero de 2010    |
| VH-YQC   | Airbus A320-212 | 395             | Mayo de 2010       |
| F-GSTR   | Airbus A320-212 | 436             | Julio de 2009      |
| F-GSTS   | Airbus A320-212 | 420             | Agosto de 2009     |
| YL-LCF   | Airbus A320-212 | 446             | Abril de 2010      |